# John Culberson

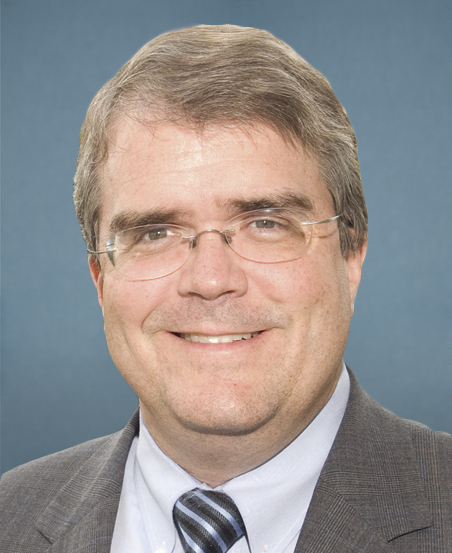
John Culberson (2011)

John Abney Culberson (* 24. August 1956 in Houston, Texas) ist ein US-amerikanischer Politiker. Von 2001 bis 2019 vertrat er den Bundesstaat Texas im US-Repräsentantenhaus.

## Werdegang
John Culberson besuchte die öffentlichen Schulen seiner Heimat und studierte danach an der Southern Methodist University in Dallas Geschichte. Daran schloss sich bis 1989 ein Jurastudium am South Texas College of Law in Houston an. Gleichzeitig begann er als Mitglied der Republikanischen Partei eine politische Laufbahn. Von 1986 bis 2001 saß er als Abgeordneter im Repräsentantenhaus von Texas. Zwischenzeitlich war er als Rechtsanwalt für die Kanzlei Lorance and Thompson tätig.
Bei den Kongresswahlen des Jahres 2000 wurde Culberson im siebten Wahlbezirk von Texas in das US-Repräsentantenhaus in Washington, D.C. gewählt, wo er am 3. Januar 2001 die Nachfolge von William Reynolds Archer antrat. Da er bei allen folgenden Wahlen bis 2016 wiedergewählt wurde, konnte er sein Mandat bis zum 3. Januar 2019 ausüben. Bei der Kongresswahl 2018 unterlag Culberson der Demokratin Lizzie Fletcher. In seine Zeit als Kongressabgeordneter fielen die Terroranschläge am 11. September 2001, der Irakkrieg und der Militäreinsatz in Afghanistan. Culberson war Mitglied im Bewilligungsausschuss und in drei von dessen Unterausschüssen. Er galt als konservativer Abgeordneter. Innerhalb seiner Fraktion gehörte er dem der Tea-Party-Bewegung zuzurechnenden Tea Party Caucus sowie dem Republican Study Committee an.